# Franz-Mehring-Ehrennadel

Franz-Mehring-Ehrennadel

Die Franz-Mehring-Ehrennadel war eine nichtstaatliche Auszeichnung  des Verbandes der Journalisten der DDR, welche in einer Stufe gestiftet wurde. Ihre Verleihung erfolgte für hervorragende journalistische Arbeiten und außergewöhnliche Verdienste in der Verbandsarbeit. 

## Aussehen und Trageweise
Die zunächst in Silber hergestellte ansteckbare Medaille hat einen Durchmesser von 30,5 mm und zeigt auf ihrem Avers das vom Betrachter aus gesehen nach rechts blickende Kopfporträt Franz Mehrings und darunter seinen Namenszug: FRANZ MEHRING. Umschlossen wird das Porträt von der Umschrift: FÜR JOURNALISTISCHE LEISTUNGEN, die etwa drei Viertel des Kreisumfanges ausmacht. Der Rest wird am unteren Medaillenrand von zwei gekreuzten Lorbeerzweigen eingenommen. Auf dem Revers der Medaille ist eine waagerecht angelötete Nadel angebracht. Ab 1973 war die Medaille dann nur noch versilbert.